# NGC 535
NGC 535 è una galassia lenticolare situata nella costellazione della Balena a una distanza di circa 220 milioni di anni luce dalla nostra Via Lattea.

## Scoperta
NGC 535 è stata scoperta il 31 ottobre 1864 dall'astronomo prussiano Heinrich d'Arrest.

## Descrizione
La designazione DRCG 7-35 è stata utilizzata da Wolfgang Steinicke per indicare che questa galassia figura nel catalogo degli ammassi galattici di Alan Dressler. I numeri 7 e 35 indicano rispettivamente che si tratta del 7º ammasso (Abell 194) e della 35ª galassia di questa lista.
Questa galassia è designata Abell 194:[D80] 35 dal database NASA/IPAC.